# Arkadi Ghoukassian
Arkadi Ghukasian (en arménien Արկադի Ղուկասյան ; né le 22 juin 1957 à Stepanakert) est un homme d'État arménien du Haut-Karabagh, président de la république du Haut-Karabagh de 1997 à 2007.

## Jeunesse et étude
Né à Stepanakert en URSS, Arkadi Ghukasian poursuit des études de linguistique à Erevan dont il sort diplômé en 1979.

## Carrière professionnelle
D'abord correspondant de presse du journal Soviet Karabagh, il en devient rédacteur en chef en 1981.

## Carrière politique
D'abord parlementaire, il participe en 1992 aux négociations dans le but d'une obtention d'un accord de paix avec l'Azerbaïdjan, dialogue mis sur pied par le Groupe de Minsk, sous l'égide de la CSCE (l'actuelle OSCE).
Le 23 juillet 1993, il devient le premier ministre des Affaires étrangères du Haut-Karabagh.
En 1997, il est élu deuxième président de la République. Réélu en 2002, il quitte cette fonction à l'issue de son second mandat, en 2007.

## Tentative d'assassinat
En 2000, alors président de la République, il est victime d'une tentative d'assassinat, durant laquelle il est gravement blessé. Samvel Babaian, qu'il avait précédemment évincé de son poste de ministre de la Défense, a été reconnu coupable de l'organisation de la tentative d'attentat et a écopé alors d'une peine de 14 ans de prison.

## Arrestation
Le 3 octobre 2023, les quatre derniers anciens présidents du Haut-Karabagh dont Arkadi Ghukasian, sont arrêtés par les services de sécurité azéris.